# Pakistanische Cricket-Nationalmannschaft in den Niederlanden in der Saison 2022
Die Tour der pakistanischen Cricket-Nationalmannschaft in den Niederlanden in der Saison 2022 fand vom 16. bis zum 21. August 2022 statt. Die internationale Cricket-Tour war Bestandteil der Internationalen Cricket-Saison 2022 und umfasste drei One-Day Internationals. Die ODIs waren Bestandteil der ICC Cricket World Cup Super League 2020–2023. Pakistan gewann die Serie 3–0.

## Vorgeschichte
Die Niederlande bestritten zuvor eine Tour gegen Neuseeland, Pakistan eine Tour in Sri Lanka. Es ist das erste Aufeinandertreffen der beiden Mannschaften bei einer Tour.

## Stadion
Das folgende Stadion wurden für die Tour als Austragungsort vorgesehen und am 20. April 2022 bekanntgegeben.
| Stadion             | Stadt     | Kapazität | Spiele      |
| ------------------- | --------- | --------- | ----------- |
| Hazelaarweg Stadion | Rotterdam | 3.500     | 1. – 3. T20 |

## Kaderlisten
Pakistan benannte seinen Kader am 3. August 2022.
| ODI | ODI |
| Niederlande | Pakistan |
| --- | --- |
| - Scott Edwards (K, wk) - Shariz Ahmad - Musa Ahmad - Wesley Barresi - Tom Cooper - Bas de Leede - Aryan Dutt - Arnav Jain - Vivian Kingma - Ryan Klein - Teja Nidamanuru - Max O’Dowd - Tim Pringle - Vikramjit Singh - Logan van Beek | - Babar Azam (K) - Shadab Khan (VK) - Abdullah Shafique - Fakhar Zaman - Haris Rauf - Imam-ul-Haq - Khushdil Shah - Mohammad Haris (wk) - Mohammad Nawaz - Mohammad Rizwan (wk) - Mohammad Wasim - Naseem Shah - Salman Ali Agha - Shaheen Afridi - Shahnawaz Dahani - Zahid Mahmood |

## One-Day Internationals

### Erstes ODI in Rotterdam
| 16. August Scorecard | Rotterdam | Pakistan 314-6 (50)          | – | Niederlande 298-8 (50) |
|                      |           | Pakistan gewinnt mit 16 Runs |   |                        |

Pakistan gewann den Münzwurf und entschied sich als Schlagmannschaft zu beginnen. Es konnte sich Eröffnungs-Batter Fakhar Zaman etablieren und fand mit dem dritten Schlagmann Babar Azam einen Partner. Zusammen erzielten sie eine Partnerschaft über 168 Runs, bevor Azam nach einem Fifty über 74 Runs ausschied. Daraufhin schied Zaman nach einem Century über 109 Runs aus 109 Bällen aus. Nachdem Mohammad Rizwan 14 Runs und Khushdil Shah 21 Runs erzielten bildete sich die Partnerschaft zwischen Shadab Khan und Salman Ali Agha, die das Innings beendeten. Khan erreichte dabei 48* Runs und Agha 27* Runs. Beste niederländische Bowler waren Bas de Leede mit 2 Wickets für 42 Runs und Logan van Beek mit 2 Wickets für 89 Runs. Für die Niederlande etablierte sich Eröffnungs-Batter Vikramjit Singh. An seiner Seite erzielte bas de Leede 16 Runs und Tom Cooper 65 Runs. Nachdem auch Singh nach einem Half-Century über 65 Runs ausschied, etablierte sich Scott Edwards. An seiner Seite konnten Teja Nidamanuru 15 Runs und Logan van Beek 28 Runs erzielen, während Edwards das Innings ungeschlagen mit 71* Runs beendete, was jedoch nicht zum Sieg reichte. Beste pakistanische Bowler waren Naseem Shah mit 3 Wickets für 51 Runs und Haris Rauf mit 3 Wickets für 67 Runs. Als Spieler des Spiels wurde Fakhar Zaman ausgezeichnet.

### Zweites ODI in Rotterdam
| 19. August Scorecard | Rotterdam | Niederlande 186 (44.1)         | – | Pakistan 191-3 (33.4) |
|                      |           | Pakistan gewinnt mit 7 Wickets |   |                       |

Die Niederlande gewann den Münzwurf und entschied sich als Schlagmannschaft zu beginnen. Nachdem sie drei frühe Wickets verloren, bildeten Bas de Leede und Tom Cooper eine Partnerschaft über 109 Runs. Cooper schied nach einem Fifty über 66 Runs aus, während an der Seite von de Leede Logan van Beek 13 Runs erreichte. De Leede verlor dann nach einem Half-Century über 89 Runs das letzte Wicket des Innings. Beste pakistanische Bowler waren Haris Rauf mit 3 Wickets für 16 Runs und Mohammad Nawaz mit 3 Wickets für 42 Runs. Pakistan verlor früh die beiden Eröffnungs-Batter, bevor sich Babar Azam zusammen mit Mohammad Rizwan etablierte. Azam verlor nach einem Fifty über 57 Runs sein Wicket und wurde durch Salman Ali Agha ersetzt. Dieser konnte dann zusammen mit Rizwan im 34. over die Vorgabe einholen. Rizwan erreichte dabei 69 Runs und Agha 50. Bester niederländischer Bowler war Vivian Kingma mit 2 Wickets für 32 Runs. Als Spieler des Spiels wurde Mohammad Nawaz ausgezeichnet.

### Drittes ODI in Rotterdam
| 21. August Scorecard | Rotterdam | Pakistan 206 (49.4)         | – | Niederlande 197 (49.2) |
|                      |           | Pakistan gewinnt mit 9 Runs |   |                        |

Pakistan gewann den Münzwurf und entschied sich als Schlagmannschaft zu beginnen. Eröffnungs-Batter Fakhar Zaman bildete mit dem dritten Schlagmann Babar Azam eine Partnerschaft. Zaman schied nach 26 Runs aus und wurde gefolgt durch Salman Ali Agha der 24 Runs erzielte. Eine weitere Partnerschaft bildete Azam mit Mohammad Nawaz, bevor er selbst nach einem Fifty über 91 Runs ausschied. Nawaz konnte 27 Runs erreichen und das Innings endete mit einer Vorgabe von 207 Runs. Bester Bowler für die Niederlande war Bas de Leede mit 3 Wickets für 50 Runs. Für die Niederlande konnte sich Eröffnungs-Batter Vikramjit Singh etablieren und nachdem Musa Ahmad nach 11 Runs ausschied, fand Singh Tom Cooper und bildete mit ihm eine Partnerschaft über 71 Runs. Singh schied nach einem Half-Century über 50 Runs aus und nachdem Teja Nidamanuru an der Seite von Cooper 24 Runs erreichte, schied auch dieser kurz darauf nach einem Fifty über 62 Runs aus. Den verbliebenen Battern gelang es dann nicht mehr die Vorgabe einzuholen. Beste pakistanische Bowler waren Naseem Shah mit 5 Wickets für 33 Runs und Mohammad Wasim mit 4 Wickets für 36 Runs. Als Spieler des Spiels wurde Naseem Shah ausgezeichnet.

## Auszeichnungen

### Player of the Series
Als Player of the Series wurden der folgende Spieler ausgezeichnet.
| Serie | Player of the Series |
| ----- | -------------------- |
| ODI   | –                    |

### Player of the Match
Als Player of the Match wurden die folgenden Spieler ausgezeichnet.
| Spiel  | Player of the Match |
| ------ | ------------------- |
| 1. ODI | Fakhar Zaman        |
| 2. ODI | Mohammad Nawaz      |
| 3. ODI | Naseem Shah         |